# Агиос Тихонас
Агиос Тѝхонас (на гръцки: Άγιος Τύχωνας) е град в Кипър, окръг Лимасол. Според статистическата служба на Република Кипър през 2001 г. града има 2115 жители.
Намира се източно от Лимасол. Руините на Аматунда са близо до града.